# The Night of the Rabbit
The Night of the Rabbit (с англ. — «Ночь кролика») — приключенческая point-and-click видеоигра, разработанная и изданная компанией Daedalic Entertainment для Microsoft Windows и OS X. The Night of the Rabbit была выпущена 28 мая 2013 года.

## Синопсис
В последние дни летних каникул, 12-летний начинающий фокусник Джерри Хейзелнут (в русском переводе — Фундук), находит формулу для создания «морковного пламени». После того, как он соединил ингредиенты, из ниоткуда появляется чемодан для путешествий. Внутри чемодана — волшебная палочка, волшебная шляпа и человекоподобный кролик альбинос в пальто. Кролик представился как маркиз де Хото. Он говорит, что в мире много параллельных вселенных. Корни очень старых деревьев глубоко в земле связаны друг с другом и это связывает их с параллельными вселенными. Маркиз де Хото и использует магическое заклинание для перемещения между параллельными вселенными. Кроме того, внутри каждой параллельной вселенной скрывается невидимая магия, которую можно раскрыть с помощью специальной полой монеты, которую очаровывает маркиз де Хото и даёт Джерри,.
Маркиз де Хото предлагает Джерри шанс стать его учеником, ради того чтобы стать волшебником. Джерри нужно пройти длительный курс, хотя кролик утверждает, что Джерри снова будет дома до обеда. Джерри соглашается и путешествует с маркизом де Хото в прекрасную сказочную параллельную вселенную. Они оказываются в городе Мышиный лес (Mousewood), где обитают говорящие лесные животные. У Маркиза де Хото и Волшебника из Мышиного дерева Джерри узнает о «портальных деревьях» и путешествует по разным мирам, чтобы выучить четыре заклинания, и стать настоящим волшебником, попутно помогая жителям Мышиного дерева. В это время он видит повторяющееся изображение человека, который, кажется, знает его.
Джерри узнает, что этот мир собирается напасть на злого мага по имени Зарофф. Зарофф уже победил множество параллельных вселенных через заклинание, используя четыре проклятых гвоздя. После изучения своего четвертого заклинания Маркиз де Хото исчезает, и Джерри возвращается домой и обнаруживает, что прошло много лет, его дом заброшен, а мать давно ушла. Решив снять проклятие, Джерри возвращается в Мышиный лес (Mousewood) и находит его жителей под влиянием Зароффа. Он захватывает четырех ящериц, изображающих из себя людей, которые являются соучастниками Зароффа, и ищет «Первое Дерево», в котором лежит Зарофф. Оказавшись в ловушке между мирами, он создает еще одно «морковное пламя», которое вызывает мага в маске, который показывает Джерри путь. Он также узнает, что его отец был удален из его мира, и все воспоминания о нем стерты.
Джерри противостоит Зароффу, который заманивает его в ловушку на его сцене и вынуждает его играть в искаженные игры параллельных миров. Джерри побеждает его, удаляет гвозди и использует их, чтобы победить Зароффа. Маг Мышиный леса (Mousewood) объясняет их предысторию: Зарофф был последним учеником Маркиза де Хото, который был испорчен тьмой. Чтобы противостоять восстанию Зароффа, Первое Дерево отправило память о маркизе до его озлобления, чтобы обучить нового ученика. Однако, когда память о маркизе вошла в мир Джерри, что-то должно было уйти; поэтому его отец был изгнан в пространство между мирами и воспоминания о нем забыты. Память о маркизе вынуждена оставаться у Первого Древа, и оба обещают никогда не забывать друг друга.
Джерри возвращается в Мышиный лес (Mousewood), чтобы отпраздновать завершение своих тренировок, прежде чем вернуться домой в свой мир ко времени обеда с отцом. Маг Мышиный леса (Mousewood) рассказывает, что содержит настоящего Маркиза де Хото, в заключении. Однако настоящий Маркиза де Хото заявляет свой девиз: «Нет ничего невозможного», намекая на то, что он найдёт способ сбежать.

## Игровой процесс
Игра основана на классических принципах приключенческих игр.
Игрок управляет Джерри с помощью компьютерной мыши. Проводит разговоры с другими персонажами, и перемещает различные предметы к себе в инвентарь. Эти предметы можно использовать по как отдельности так и вместе для решения головоломок. Джерри можно использовать специальную полую монету, которая раскрывает скрытую магию. Чтобы её использовать полую монету, нужно нажать пробел или среднюю кнопку мыши, что позволит Джерри находить интерактивные объекты.
Кроме того, в игре есть несколько предметов коллекционирования, таких как наклейки и аудиокниги, которые следует найти, чтобы разблокировать достижения. Также в игре также есть карточная мини-игра Quartets, в которую можно играть в любое время.

## Критика
| Сводный рейтинг    | Сводный рейтинг |
| Агрегатор          | Оценка          |
| ------------------ | --------------- |
| GameRankings       | 75,00 %         |
| Metacritic         | 75/100          |
| Иноязычные издания |                 |
| Издание            | Оценка          |
| 4Players           | 67 %            |
| Destructoid        | 7.5/10          |
| GameStar           | 71/100          |
| IGN                | 7.9/10          |
| Gameswelt          | 9,0 / 10        |
| PC Games           | 68 %            |

Ночь Кролика получила положительные отзывы.
Игра The Night of the Rabbit получила совокупный балл 75,00 % на GameRankings на основе 27 обзоров и 75/100 на Metacritic на основе 45 обзоров.
Графика, звуковое сопровождение и озвучивание игры получили высокую оценку, однако была и критика, направленная на некоторые головоломки с неясными решениями и систему бесполезных подсказок в игре.